# Marko Tušek
Pour les articles homonymes, voir Tusek.
Marko Tušek, né le 17 juillet 1975, à Trbovlje, en République socialiste de Slovénie, est un joueur slovène de basket-ball. Il évolue au poste d'ailier fort.

## Palmarès
- Coupe de Slovénie 1994, 1995, 1997, 1998
- Coupe d'Europe 1994
- Champion USBL 1998